# Moonlight (runtime)
Moonlight es la alternativa oficial y libre a Microsoft Silverlight, que funciona en plataformas GNU/Linux.
Microsoft Silverlight es un complemento para navegadores web que agrega nuevas funciones a Windows Presentation Foundation como la reproducción de videos, gráficos vectoriales, animaciones y otros elementos. El objetivo es brindar una aplicación similar a la que da Adobe Flash Player, una aplicación desarrollada por Macromedia ahora perteneciente a Adobe.
Moonlight está siendo desarrollado y mantenido por el Proyecto Mono
, considerando que, si bien Microsoft Silverlight pretende ser (se anuncia como) un complemento multimedia, multiplataforma y multi-navegador, con el tiempo no muestra mayor interés en avanzar por sí mismo para desarrollar el soporte multiplataforma real, y sigue sin ser compatible con varias plataformas (como GNU/Linux) y navegadores populares (como Ópera y Safari).
Ante esto, se realizó un convenio específico entre Microsoft y Novell (promotora del Proyecto Mono, para que mediante este proyecto pudiera desarrollarse un complemento compatible con GNU/Linux, para los principales navegadores (actualmente para Firefox y Safari, más adelante para Ópera).
Este complemento tiene su propia página oficial de información y descarga, donde ya está operativo, aún a nivel de pruebas, y puede ser descargado directamente.